# 查尔斯·温斯洛
查尔斯·温斯洛（英語：Charles Winslow，1888年8月1日—1963年9月15日），南非前男子网球运动员。他曾代表南非参加1912年和1920年夏季奥林匹克运动会网球比赛，共获得二枚金牌和一枚铜牌。